# 兰斯禄·颠地
蘭斯洛特·颠地（Lancelot Dent，1799年—1853年11月18日，此為清朝翻譯，以現在翻譯應譯為"登特"
），英国商人，宝顺洋行老板，鸦片战争当事人之一。於1799年8月4日，颠地在英格兰威斯摩蘭阿普比接受洗礼（大约在出生后的第一或第二个星期日），1853年11月18日在伦敦去世。
香港開埠後不久，顛地看中灣仔有河流水源和海灣避風，具備建設成商業基地的條件。他投得灣仔沿岸土地的地權，於是在海旁進行填海工程，介乎皇后大道東與莊士敦道之間的土地便是從此得來。
顛地在灣仔海旁大建碼頭供船隊停泊，又興建倉庫、辦公大樓、豪華的大班府第「春園」和工人宿舍等設施營運其龐大的商貿金融王國，包括盛極一時的鴉片貿易。當時顛地的船隊多數由灣仔來往廈門和汕頭，而於灣仔聚居的顛地華工亦多來自兩埠，所以日後便在海旁原顛地碼頭貨倉的位置在填海後建成廈門街和汕頭街。
颠地是当时在广州的主要鸦片商人之一，与威廉·渣甸、马地臣齐名。他控制印度加尔各答的一些公司，大量购买鸦片运送到广州出售，并且对当时英国的维多利亚女王以及首相有一定的影响。林则徐在广东禁烟过程中，颠地损失惨重，因此他也是极力鼓动英国对华作战的势力。鸦片战争后，他获得很大的利益，上海港及周围100里范围内的土地几乎完全归他所有。